# یرسکه
یرسکه (به هلندی: Yerseke) یک منطقهٔ مسکونی در هلند است که در شهرستان ریمرس‌وال واقع شده‌است. یرسکه ۱۵ کیلومتر مربع مساحت و ۶٫۸۳۰ نفر جمعیت دارد.